# Celestynów
Celestynów è un comune rurale polacco del distretto di Otwock, nel voivodato della Masovia.
Ricopre una superficie di 88,92 km² e nel 2004 contava 10 974 abitanti.